# Martina Granström
Anna Martina Granström (ur. 5 sierpnia 1991 w Uppsala) – szwedzka pływaczka, specjalizująca się głównie w stylu motylkowym.
Wicemistrzyni Europy z Debreczyna na 100 m stylem motylkowym, dwukrotna brązowa medalistka tych mistrzostw na 200 m stylem motylkowym oraz w sztafecie 4 × 100 m stylem zmiennym.
Uczestniczka igrzysk olimpijskich w Londynie (2012) na 100 (15. miejsce) i 200 m motylkiem (10. miejsce) oraz w sztafecie 4 × 100 m stylem zmiennym (10. miejsce).